# Liste der lateinischen Zitate in den Asterix-Comics
In den Asterix-Bänden werden oft lateinische Zitate benutzt, da dies die Sprache der Römer der damaligen Zeit war. Dabei wurden manche sehr oft und manche nur selten benutzt.

## Häufigste Zitate
Folgende Zitate werden in den Alben am häufigsten verwendet:
- Alea iacta est! – Zu deutsch: Der Würfel ist gefallen. Dieses Zitat stammt tatsächlich von Julius Cäsar selbst, was der lateinische Schriftsteller Sueton in den Kaiserviten bestätigt. Diese Worte sagte er im Jahre 49 vor Christus, als er nach seinem Sieg über die Gallier gegen das Verbot des römischen Senats den Rubicon überquerte. Verwendet in Asterix der Gallier, Asterix als Gladiator, Asterix und Kleopatra, Asterix bei den Briten, Asterix als Legionär, Asterix auf Korsika und Asterix bei den Belgiern.
- Ave, Caesar; morituri te salutant – Zu deutsch: Ave, Caesar; die Todgeweihten grüßen dich. Dieser Gladiatorengruß ist zwar bis heute bekannt; es ist jedoch nicht bewiesen, dass diese ihn tatsächlich vor dem Kampf gebrauchten. Noch dazu war laut Sueton mit „Caesar“ nicht Julius gemeint, sondern der Kaiser Claudius, der wie alle römischen Kaiser Cäsars Namen als Titel trug. Verwendet in Asterix der Gallier, Asterix als Gladiator, Asterix und der Kupferkessel und Asterix bei den Belgiern.
- Beati pauperes spiritu – Zu deutsch: Selig sind die geistig Armen. Dieses Zitat wird in den Alben oft, jedoch falsch verwendet. Es stammt nämlich ursprünglich aus der Bergpredigt des Matthäusevangeliums, das erst zwischen 50 und 80 nach Christus niedergeschrieben wurde und heißt eigentlich „Selig sind die Armen im Geiste“, was soviel bedeutet wie: „Glücklich sind die Armen im Geiste, denn ihrer ist das Himmelsreich.“ Verwendet in Asterix in Spanien und Die Trabantenstadt.
- Quo vadis? – Zu deutsch: Wohin gehst du? Diese Frage stammte ursprünglich von Petrus, als dieser, durch Neros Verfolgung der Christen, Rom verlassen wollte. Auf der Via Appia erschien ihm Jesus, den Petrus fragte: „Quo vadis, domine?“ (Wohin gehst du, Herr?), worauf dieser antwortete: „Weil du aufgibst, gehe ich nach Rom, um mich dort erneut kreuzigen zu lassen.“ Verwendet in Asterix der Gallier, Asterix als Legionär, Asterix und der Arvernerschild, Asterix bei den olympischen Spielen, Asterix und der Kupferkessel und Die Lorbeeren des Cäsar.
- Tu quoque, fili! – Zu deutsch: Auch du, mein Sohn! Dieser klassische Spruch wurde angeblich von Cäsar an Brutus gerichtet, der auch an der Ermordung des Diktators beteiligt war. Mittlerweile bezweifelt man aber, ob Cäsar aufgrund seiner Stichverletzungen überhaupt in der Lage war, noch zu sprechen. Verwendet in Asterix als Gladiator, Streit um Asterix und Der Sohn des Asterix.
- Vade retro! – Zu deutsch: Weiche zurück! Dieser Spruch lautet eigentlich „Vade retro, Satana!“ und stammt aus den Evangelien, wo er zweimal gegen den Teufel verwendet wurde und zwar zuerst von Jesus in Matthäus und dann von Petrus bei Markus. Verwendet in Asterix der Gallier, Die goldene Sichel und Asterix und der Arvernerschild.
- Veni, vidi, vici – Zu deutsch: Ich kam, sah, siegte. Dies ist wohl Cäsars berühmtester und am meisten parodierter Spruch. Er gebrauchte ihn beim Sieg über Pharnakes von Pontos, der 47 vor Christus erfolgte. Verwendet in Asterix und der Arvernerschild, Asterix in Spanien, Die Trabantenstadt, Obelix GmbH & Co. KG und Asterix bei den Belgiern.

## Weitere Zitate in den Bänden
- Ab imo pectore – Zu deutsch: Von ganzem Herzen. Verwendet in Asterix und der Arvernerschild.
- Acta est fabula – Zu deutsch: Das Geschehene ist Geschichte. (Im Sinne von: Das Spiel ist aus) Verwendet in Die goldene Sichel.
- Ad augusta per angusta – Zu deutsch: Durch die Enge zum Erhabenen. (Im Sinne von: Durch Schwierigkeiten zum Erfolg) Verwendet in Der große Graben.  (In der englischen Übersetzung  an dieser Stelle allerdings : Caveat emptor – Möge der Käufer sich in Acht nehmen)
- Audaces fortuna juvat – Zu deutsch: Den Tapferen hilft das Glück. Verwendet in Asterix und der Arvernerschild.
- Aut Caesar aut nihil – Zu deutsch: Caesar oder nichts – Alles oder nichts; Motto des Cesare Borgia. Verwendet in Asterix der Gallier.
- Auri sacra fames – Zu deutsch: Verfluchter Hunger nach Gold; Vergil Aeneis 3,56f. Verwendet in Streit um Asterix.
- Bis repetita placent – Zu deutsch: Zweimal Wiederholtes gefällt. Verwendet in Asterix und der Arvernerschild.
- Cogito, ergo sum – Zu deutsch: Ich denke, also bin ich. Verwendet in Asterix als Legionär.
- Delenda Carthago – Zu deutsch: Karthago muss zerstört werden. Verwendet in Die Lorbeeren des Cäsar.
- De mortuis nihil nisi bene – Zu deutsch: Von Verstorbenen (ist) nur in guter Weise (zu) sprechen. Verwendet in Das Geschenk Cäsars. Legionär Tremensdelirious (deutsch: Keinentschlus) in der englischen Übersetzung im ersten Bild des Bandes
- Diem perdidi – Zu deutsch: Ich habe einen Tag verloren. Verwendet in Asterix und der Arvernerschild.
- Donec eris felix, multos numerabis amicos – Zu deutsch: Solange du glücklich bist, wirst du viele Freunde zählen. Ovid, Tristia I,9,5. Verwendet in Die große Überfahrt.[1]
- Errare humanum est – Zu deutsch: Irren ist menschlich. Verwendet in Asterix und die Goten und Asterix auf Korsika.
- Exegi monumentum aere perennius – Zu deutsch: Ich habe ein Standbild ausgeführt, dauerhafter als Erz. Horaz, Oden (Carm. III, 30). Verwendet in Tour de France. Kommentar zum Palisadenbau der Römer
- Fluctuat, nec mergitur – Zu deutsch: Sie schwankt, aber geht nicht unter. Verwendet in Asterix bei den Briten. Übersetzt als: „Von den Wogen geschüttelt, wird es doch nicht untergehen.“ Seit 1853 Wappenspruch der Stadt Paris. Pirat Dreifuß nach der willkürlichen Selbstzerstörung des Schiffes durch die Piraten bei Sichtung von Asterix und Obelix im Ärmelkanal (obwohl Obelix, vom Hunger getrieben, die Piraten gar nicht beachtet)
- Ira furor brevis est – Zu deutsch: Der Zorn ist eine kurze Raserei. Verwendet in Die große Überfahrt.
- Ita diis placuit – Zu deutsch: Wie es den Göttern gefiel. Verwendet in Asterix und Kleopatra.
- Legio expedita! – Zu deutsch: Stillgestanden! Verwendet in Das Geschenk Cäsars.
- Maior e longinquo reverentia – Zu deutsch: Aus der Ferne besehn ist alles schön Verwendet in Asterix bei den Schweizern. Tacitus; genauer : Größer ist die Achtung (Verehrung) aus der Entfernung!
- Nunc est bibendum – Zu deutsch: Jetzt heißt es trinken. Verwendet in Obelix auf Kreuzfahrt und Asterix bei den Schweizern.
- Non licet omnibus Corinthum adire – Zu deutsch: Nicht allen ist es erlaubt, Korinth anzulaufen. Horaz, Epistulae I,17,36. Verwendet in Asterix bei den Belgiern von Pirat Dreifuß; als Warnung an den Kapitän wegen der Nähe der Küste.
- O tempora, o mores! – Zu deutsch: Oh, Zeiten, oh, Sitten! Verwendet in Asterix und der Arvernerschild und Asterix auf Korsika.
- Quis, quid, ubi, quibus auxiliis, cur, quomodo, quando? – Zu deutsch: Wer, was, wo, mit welchen Mitteln, warum, auf welche Weise, wann? Verwendet in Die goldene Sichel und Asterix und Latraviata.
- Quousque tandem? – Zu deutsch: Wie lange noch? Verwendet in Die Trabantenstadt.
- Sic transit gloria mundi – Zu deutsch: So vergeht der Ruhm der Welt. Verwendet von Pirat Dreifuß in Asterix im Morgenland.
- Sol lucet omnibus – Zu deutsch: Die Sonne scheint für alle. Verwendet in Asterix und die Normannen und Asterix und der Arvernerschild.
- Ubi solitudinem faciunt, pacem appellant – Zu deutsch: Wo sie eine Ödnis schaffen, nennen sie es Frieden. Gaius Cornelius Tacitus, Agricola 30. Verwendet in Asterix und der Kupferkessel von Pirat Dreifuß als Einsamkeit bedeutet Frieden.
- Vanitas vanitatum, omnia vanitas – Zu deutsch: Eitelkeit der Eitelkeiten, alles ist Eitelkeit. Bibel, AT, Buch Kohelet, 1:2. Verwendet in Asterix als Gladiator
- Timeo danaos et dona ferentes – Zu deutsch: Ich fürchte die Danaer, auch wenn sie Geschenke bringen. Verwendet in Asterix als Legionär.
- Uti, non abuti – Zu deutsch: Gebrauchen, nicht missbrauchen. Verwendet in Obelix GmbH & Co. KG von Pirat Dreifuß, weil das Schiff durch Hinkelsteinüberladung sinkt.
- Victrix causa deis placuit, sed victa Catoni – Zu deutsch: Die siegreiche Sache gefiel den Göttern, aber die besiegte dem Cato. Verwendet in Tour de France von Pirat Dreifuß; Erklärung siehe Artikel in Wikipedia.
- Video meliora proboque, deteriora sequor – Zu deutsch: Ich sehe das Bessere und heiße es gut, dem Schlechteren folge ich. Aus den Metamorphosen (7, 20 f.), Ovid. Verwendet in Asterix und die Goten.

## Das bislang einzige griechische Zitat
- Gnothi seauton – Zu deutsch: Erkenne dich selbst!. Verwendet in Die Trabantenstadt von Zenturio Hasenfus.